# Jesper Uhrup Jensen
Jesper Uhrup Jensen (født 1965) er en dansk journalist og forfatter. Han er uddannet fra Forfatterskolen 1992.
Jesper Uhrup Jensen har siden 1995 skrevet om bøger, vin og restauranter på månedsbladet Euroman. Han har desuden i en periode siddet i Samvirkes redaktion på freelancebasis og har bidraget til Politikens bagside samt I Byen-tillæget. Han har også arbejdet for Bo Bedre og for Danmarks Radio. 
Var indtil 2023 chefredaktør for madbladet Gastro.

## Udgivelser
- Atlantic City, Samleren, Borgen, 1996 (Roman)
- Verdens 25 Bedste Vine, Rosinante, 1999 (Fagbog)
- Råt for usødet – gastronomiske staldtips fra A-Å, Rosinante, 2001 (Opslagsværk)

## Eksterne links
- Vinavisens Blå Bog Arkiveret 16. marts 2007 hos  Wayback Machine